# 加賀原
加賀原（かがはら）は、神奈川県横浜市都筑区の地名。現行行政地名は加賀原一丁目から加賀原二丁目。住居表示実施済区域。港北ニュータウン開発区域の南端部に当たる。

## 地理
都筑区の南西部に位置し、東に池辺町、南に佐江戸町、西に川和町、北西に川和台、北東に二の丸と接している。

### 面積
面積は以下の通りである。
| 丁目         | 面積（km²） |
| ------------ | ----------- |
| 加賀原一丁目 | 0.293       |
| 加賀原二丁目 | 0.116       |
| 計           | 0.409       |

### 地価
住宅地の地価は、2024年（令和6年）7月1日の神奈川県地価調査によれば、加賀原1-14-10の地点で24万1000円/m²となっている。

## 歴史

### 沿革
- 1989年（平成元年）11月27日 - 住居表示実施に伴い、池辺町、川和町、佐江戸町の各一部を分離し、加賀原一丁目・二丁目を新設。横浜市緑区加賀原一丁目・二丁目となる[7]。町名の由来は佐江戸町の字名から[8]。
- 1994年（平成6年）11月6日 - 行政区再編成に伴い、都筑区を新設。横浜市都筑区加賀原となる[9]。

### 町名の変遷
| 実施後       | 実施年月日                 | 実施前（各町名ともその一部）       |
| ------------ | -------------------------- | ---------------------------------- |
| 加賀原一丁目 | 1989年（平成元年）11月27日 | 池辺町、川和町、佐江戸町（各一部） |
| 加賀原二丁目 | 1989年（平成元年）11月27日 | 川和町、佐江戸町（各一部）         |

## 世帯数と人口
2025年（令和7年）6月30日現在（横浜市発表）の世帯数と人口は以下の通りである。
| 丁目         | 世帯数    | 人口    |
| ------------ | --------- | ------- |
| 加賀原一丁目 | 1,492世帯 | 3,549人 |
| 加賀原二丁目 | 538世帯   | 1,513人 |
| 計           | 2,030世帯 | 5,062人 |

### 人口の変遷
国勢調査による人口の推移。
| 年                 | 人口  |
| ------------------ | ----- |
| 1995年（平成7年）  | 3,048 |
| 2000年（平成12年） | 3,591 |
| 2005年（平成17年） | 4,260 |
| 2010年（平成22年） | 5,127 |
| 2015年（平成27年） | 5,298 |
| 2020年（令和2年）  | 5,189 |

### 世帯数の変遷
国勢調査による世帯数の推移。
| 年                 | 世帯数 |
| ------------------ | ------ |
| 1995年（平成7年）  | 914    |
| 2000年（平成12年） | 1,117  |
| 2005年（平成17年） | 1,394  |
| 2010年（平成22年） | 1,760  |
| 2015年（平成27年） | 1,829  |
| 2020年（令和2年）  | 1,888  |

## 学区
市立小・中学校に通う場合、学区は以下の通りとなる（2024年11月時点）。
| 丁目         | 番・番地等                  | 小学校               | 中学校             |
| ------------ | --------------------------- | -------------------- | ------------------ |
| 加賀原一丁目 | 1〜23番 26〜31番 35番       | 横浜市立川和東小学校 | 横浜市立川和中学校 |
| 加賀原一丁目 | 24番 25番 32〜34番 36〜47番 | 横浜市立都田西小学校 | 横浜市立川和中学校 |
| 加賀原二丁目 | 全域                        | 横浜市立都田西小学校 | 横浜市立川和中学校 |

## 事業所
2021年（令和3年）現在の経済センサス調査による事業所数と従業員数は以下の通りである。
| 丁目         | 事業所数 | 従業員数 |
| ------------ | -------- | -------- |
| 加賀原一丁目 | 46事業所 | 330人    |
| 加賀原二丁目 | 16事業所 | 890人    |
| 計           | 62事業所 | 1,220人  |

### 事業者数の変遷
経済センサスによる事業所数の推移。
| 年                 | 事業者数 |
| ------------------ | -------- |
| 2016年（平成28年） | 45       |
| 2021年（令和3年）  | 62       |

### 従業員数の変遷
経済センサスによる従業員数の推移。
| 年                 | 従業員数 |
| ------------------ | -------- |
| 2016年（平成28年） | 1,448    |
| 2021年（令和3年）  | 1,220    |

## 施設
- 京セラ 横浜事業所[19]
- 月出松公園[20]

## その他

### 日本郵便
- 郵便番号 : 224-0055[3]（集配局：都筑郵便局[21]）

### 警察
町内の警察の管轄区域は以下の通りである。
| 丁目         | 番・番地等 | 警察署     | 交番・駐在所 |
| ------------ | ---------- | ---------- | ------------ |
| 加賀原一丁目 | 全域       | 都筑警察署 | 川和交番     |
| 加賀原二丁目 | 全域       | 都筑警察署 | 川和交番     |